# Jürgen Neuhaus
Pour les articles homonymes, voir Neuhaus.
Jürgen Neuhaus, né le 29 juin 1941 à Wuppertal et mort le 17 février 2022, est un pilote automobile allemand de compétitions essentiellement sur circuits pour voitures de tourisme, voitures de sport Grand Tourisme et de sport-prototypes.

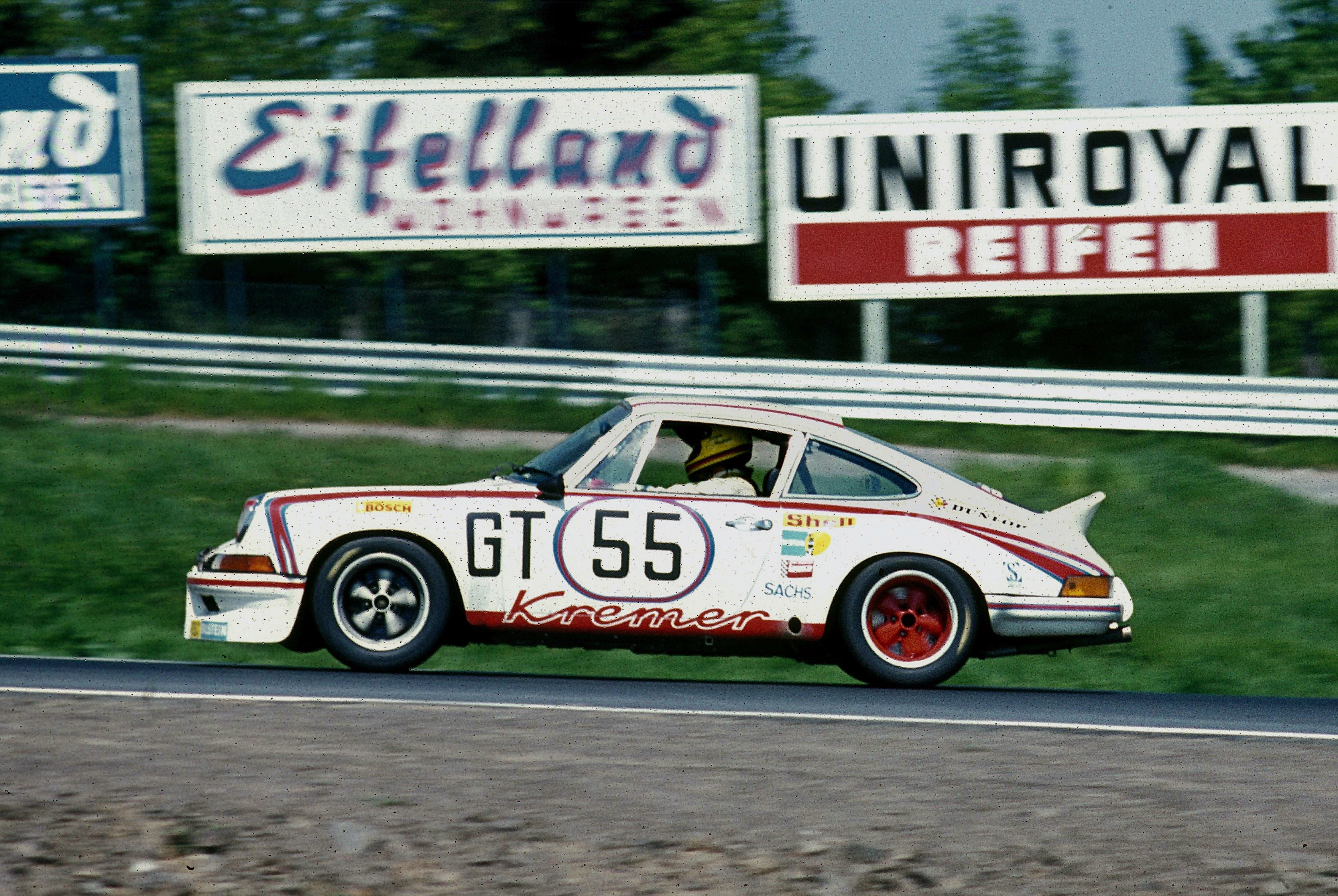
Jürgen Neuhaus sur Porsche Carrera RSR lors des 1 000 kilomètres du Nürburgring 1973.

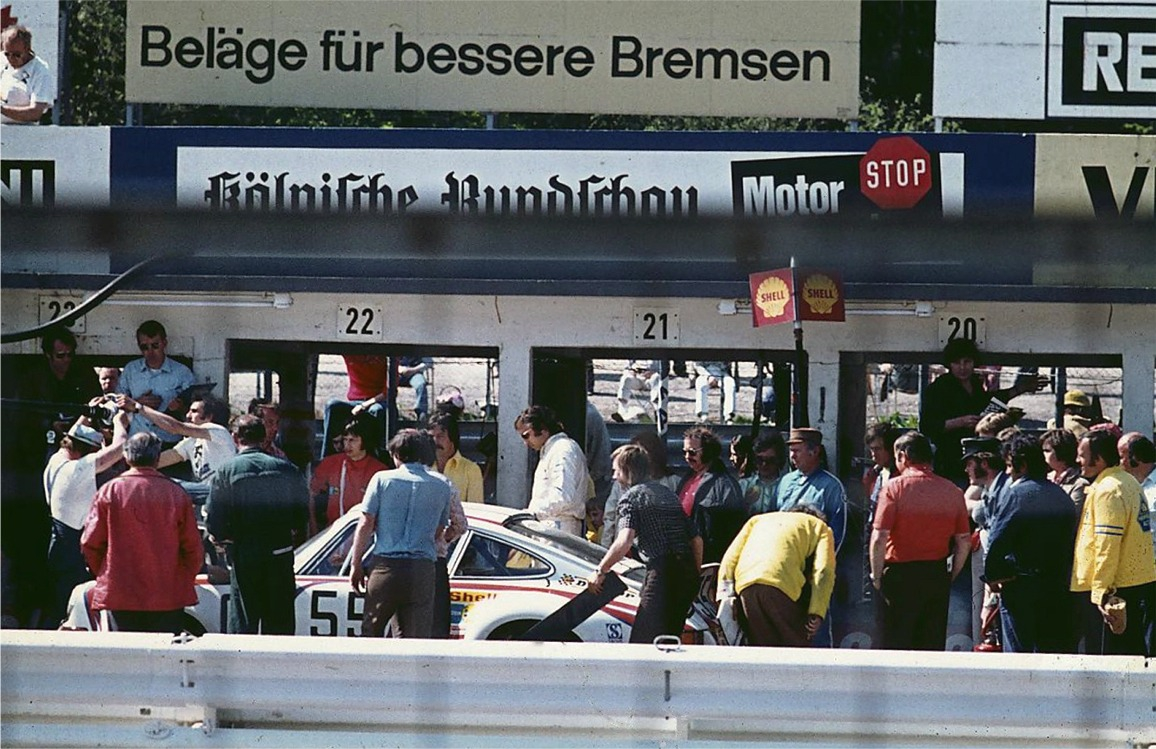
Même jour, Neuhaus en combinaison blanche derrière sa voiture (à côté de Paul Keller; les deux hommes associés à Clemens Schickentanz remportent la catégorie GT).

## Biographie
Sa carrière personnelle en course s'étale entre 1961 (débuts sur Alfa Romeo Sprint Special, puis ISO Rivolta en côte) et 1978.
Pilote essentiellement privé, il lui arrive de courir pour BMW-Alpina en 1969 (victoire aux 4 Heures de Monza), et Kremer Racing (deuxième des 6 Heures de Monza en 1973, entre autres).
Il remporte aussi des courses en DARM (Nürburgring Hansapokal et Mainz-Finthen en 1967 sur Porsche 911 S en GT, puis Hohn en 1969 sur 911 T) et en DRM (Kassel Calden en 1976 sur Porsche 911 Carrera RSR).

## Palmarès

### Titre
- Premier championnat Interserie, en 1970 sur Porsche 917 avec le Gesipa-Racing-Team;

### Victoires notables
- Interserie 1970: Norisring (le Trophée du Norisring) et Thruxton;
- 6 Heures de Jarama en 1970, avec Alex Soler-Roig sur Porsche 908;
- Grand Tourisme en WSC (5 victoires):
  - 1969: 1 000 kilomètres de Monza et 1 000 kilomètres du Nürburgring, sur Porsche 911 T pour IGFA;
  - 1971: 1 000 kilomètres du Nürburgring, sur Porsche 911 S pour Kremer Racing;
  - 1973: 1 000 kilomètres du Nürburgring, sur Porsche 911 Carrera RSR pour Kremer Racing;
  - 1974: 1 000 kilomètres de Monza, sur Porsche 911 Carrera RSR pour Gelo Racing;
- Internationales Flugplatz-Rennen Mainz-Finthen en 1970 et 1971, sur Porsche 917 Spyder;
- 300 kilomètres du Nürburgring en 1971, sur Porsche 911 S;
- Zandvoort en Euro GT 1972, sur Porsche 911 S.